# Kaiser Chiefs
Kaiser Chiefs je indie rocková skupina, která pochází z Leedsu. Zakládajícími členy byli v roce 1997 Ricky Wilson (zpěv), Andrew White (kytara), Simon Rix (basová kytara), Nick Baines (klávesy) a Nick Hodgson (bicí). V prosinci 2012 Nick Hodgson kapelu opustil a v únoru 2013 jsme se dozvěděli, že ho nahradil Vijay Mistry, který je v kapele dodnes.

## Historie
Do roku 2003 působili jako nepříliš známá skupina Parva, poté se přejmenovali na Kaiser Chiefs. Název si propůjčili od jihoafrického fotbalového klubu Kaizer Chiefs FC, za který kdysi hrával Lucas Radebe, obránce klubu Leeds United. Známým faktem je, že členové kapely jsou velkými fanoušky tohoto klubu.
První album Kaiser Chiefs vyšlo v roce 2005 pod názvem Employment. Bylo inspirováno především new wave a punk rockem pozdějších sedmdesátých let. Úspěšný debut zaznamenal prodeje převyšující tři miliony prodaných kopií a ve stejném roce byl nominován na Mercury Prize. Popularita Kaiser Chiefs rychle stoupala i díky skvělým koncertům - už v roce 2005 vystupovali na hlavním pódiu na festivalu v Glastonbury a na Live Aid ve Filadelfii.
Konec února 2007 byl ve znamení nově vydané desky Yours Truly, Angry Mob s titulním singlem „Ruby“ (1. místo v britské hitparádě). Tato píseň se dostala i na první místo nejhranějších skladeb v Česku.
Dne 3. července 2008 vystoupili, v silném dešti, na festivalu Rock for People.
Třetí album Off With Their Heads vyšlo 20. října 2008, od kritiků i fanoušků obdrželo veskrze pozitivní ohlasy. Pocházejí z něj singly „Never Miss a Beat“ a „Good Days Bad Days“.

## Ocenění
- 2006 – BRIT Awards – nejlepší britský rockový počin
- 2006 – BRIT Awards – nejlepší britská živá skupina
- 2006 – BRIT Awards – nejlepší britská skupina
- 2006 – NME Awards – nejlepší album
- 2006 – NME Awards – nejlépe oblékaný interpret (oceněn Ricky Wilson)

## Diskografie

### Alba
- 2005 – Employment
- 2007 – Yours Truly, Angry Mob
- 2008 – Off With Their Heads
- 2011 - The future Is Medieval
- 2014 - Education, Education, Education & War
- 2016 - Stay Together

### Singly

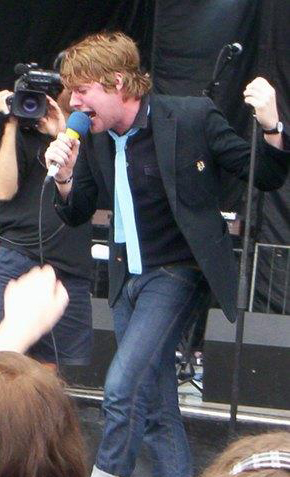
Ricky Wilson během vystoupení na festivalu Lollapalooza v roce 2005

| Rok  | Název                                        | Album                                 | Umístění | Umístění | Umístění |
| Rok  | Název                                        | Album                                 | UK       | NIZ      | USA      |
| ---- | -------------------------------------------- | ------------------------------------- | -------- | -------- | -------- |
| 2004 | „Oh My God“                                  | Employment                            | 66       | -        | -        |
| 2004 | „I Predict a Riot“                           | Employment                            | 22       | -        | -        |
| 2004 | „Oh My God“ (2. vydání)                      | Employment                            | 6        | 82       | -        |
| 2005 | „Everyday I Love You Less and Less“          | Employment                            | 10       | 52       | -        |
| 2005 | „I Predict a Riot“ (2. vydání)               | Employment                            | 9        | 74       | 34       |
| 2005 | „Sink That Ship“                             | Employment                            | 9        | 74       | 34       |
| 2005 | „Modern Way“                                 | Employment                            | 11       | 89       | -        |
| 2007 | „Ruby“                                       | Yours Truly, Angry Mob                | 1        | 7        | 14       |
| 2007 | „Everything Is Average Nowadays“             | Yours Truly, Angry Mob                | 19       | 91       | -        |
| 2007 | „The Angry Mob“                              | Yours Truly, Angry Mob                | 22       | -        | -        |
| 2007 | „Love's Not a Competition (But I'm Winning)“ | Yours Truly, Angry Mob                | -        | 41       | -        |
| 2008 | „Never Miss a Beat“                          | Off With Their Heads                  | 5        | 74       | -        |
| 2008 | „Good Days Bad Days“                         | Off With Their Heads                  | -        | -        | -        |
| 2011 | „Little Shocks“                              | The Future Is Medieval                |          |          |          |
| 2011 | „Kinda Girl You Are“                         | The Future Is Medieval                |          |          |          |
| 2011 | „Man on Mars“                                | The Future Is Medieval                |          |          |          |
| 2014 | „Coming Home“                                | Education, Education, Education & War |          |          |          |
| 2014 | „My Life“                                    | Education, Education, Education & War |          |          |          |